# United World College–USA
Das United World College–USA (kurz UWC–USA) wurde 1982 durch den Industriellen und Philanthropen Armand Hammer als fünftes der heute dreizehn United World Colleges gegründet. 200 Schüler aus 80 bis 90 Länder und den unterschiedlichsten sozialen Schichten wohnen, leben und lernen in diesem Internat zusammen. Das Streben nach Frieden, der bewusste Umgang mit der Natur und internationale Verständigung bleiben da keine abstrakte Begriffe, sondern werden unmittelbarer Bestandteil des täglichen Lebens. Die zwei Jahre am College werden mit dem International Baccalaureate, einer international anerkannten Hochschulzugangsberechtigung, abgeschlossen.

## Geschichte
Der damalige Präsident der United World Colleges der englische Kronprinz Charles überredete Armand Hammer ein amerikanisches UWC zu unterstützen. Im Jahre 1981 kaufte Armand Hammer das Montezuma Castle, ein ehemaliges Bergrefugium und Wellnesshotel in dem so bekannte Gäste wie Ulysses S. Grant und Theodore Roosevelt nächtigten, und im Jahre 1982 gründete er das Armand Hammer United World College of the American West. In den Jahren 2000 und 2001 wurden mehr als $12 Millionen zur Renovierung der Gebäude aufgebracht.
Eine Stiftung von Shelby M.C. Davis und seiner Frau Gale über $45 Millionen im Jahre 1998 war das Fundament des bestehenden Stipendienprogramms, so können z. B. alle amerikanischen Schüler an den UWCs studieren ohne für Schulkosten aufkommen zu müssen. Die ursprüngliche Spende war damals die größte jemals an eine internationale Bildungsinstitution gegebene Privatspende.

## Akademisches Programm
Die Schüler werden durch eines der über 120 nationalen Auswahlkomitees ausgewählt und erhalten in der Regel ein Stipendium. Als Teil des International Baccalaureate Diploma Program werden künstlerische und soziale Aktivitäten und Dienste angeboten, so stellen einige der Schüler die örtliche Bergwacht.
Die Absolventen haben in der Regel die Wahl, an einer der renommierten Universitäten weltweit zu studieren. So rangiert das UWC-USA in einer Studie des Wall Street Journals aus dem Jahre 2007 unter den Top 50 Schulen bezogen auf ihren Erfolg bei den TOP US Universitäten.
Nach ihrem Abschluss können sich Absolventen des Colleges um eines der Shelby Davis Stipendien bewerben, mit denen Bachelor Programme an erstklassigen US-amerikanischen Universitäten wie Amherst College, Brown University, Carleton College, Columbia University, Cornell University, Dartmouth College, Harvard University, Johns Hopkins University, Macalester College, Massachusetts Institute of Technology, Middlebury College, Oberlin College, Smith College, Tufts University, Princeton University und Yale University  unterstützt werden.

## Campus
Das UWC–USA liegt am Fuße der Sangre de Cristo Mountains, einem Teil der Rocky Mountains, in Montezuma, New Mexico. Es sind etwa 10 km bis zur Stadt Las Vegas (New Mexico) und 100 km bis Santa Fe. Die wunderschöne Natur macht besondere Erlebnisse in der Wildnis möglich.
Das historische Montezuma Castle ist auch der Sitz des Bartos Instituts. Hier werden Schulungen zur konstruktiven Konfliktlösung angeboten. Sie sind so auch integraler Bestandteil des Collegelebens.

## Ehemalige Schüler
- Paul Grimes, stellv. australischer Verteidigungsminister, stellv. Kabinettsminister[7]
- Lousewies van der Laan, niederländischer Politiker
- Philippe Wamba, amerikanischer Journalist
- Pavlos von Griechenland, Kronprinz von Griechenland
- Marcelo Calliari, ehemaliger Wettbewerbsdirektor, brasilianische Regierung